# マカロニえんぴつ
マカロニえんぴつは、日本のロックバンド。所属事務所はmurffin discs。レコード会社はトイズファクトリー。略称は「マカえん」。

## メンバー

### 現メンバー
- はっとり（1993年6月29日（32歳） - ） - ギター、ボーカル

- 高野 賢也（たかの けんや、1993年7月16日（32歳） - ） - ベース

- 通称は「けんけん」「ごしょ」など。はっとりからは「リーダー」と呼ばれている。
- はっとりと共に作曲を行なっていたサティの脱退を機に、作曲に関わるようになる。2017年リリースのアルバムで「イランイラン」の作曲を手掛けた。
- アニメーションスタジオMAPPAによる【MAPPA STAGE 2023】OP映像のテーマソング『だれもわるくない』を手がける。「だれもわるくない｣
- 本人曰く、指が短い。
- チョコミント色のベースの名前は「チョミコ」。
- 父親は、新潟の地ビールを製造している。

- 田辺 由明（たなべ よしあき、1989年5月30日（36歳） - ） - ギター

- 通称は「よっちゃん」。長谷川からは「べし」と呼ばれることもある。
- メンバー最年長。
- 熱波師資格を取るほどのサウナ好き。

- 長谷川 大喜（はせがわ だいき、1993年11月19日（31歳） - ） - キーボード

- 新潟県出身
- 電子オルガンコース出身。
- 幼少期に好きだったキティちゃんの人形がきっかけでエレクトーンを始めた。
- 高校時代エレクトーンで新潟県1位になったことがある。
- だいちゃんとよばれている。
- 料理上手でクックパッドにレシピを投稿している。

### 元メンバー
- サティ - ドラムス

- 本名、佐藤 雅祥。
- 1stアルバム『CHOSYOKU』制作時に、2017年9月24日脱退。

### サポート
- 久保田 潤 - ドラムス（ex. tonetone）
- 高浦 “suzzy” 充孝 - ドラムス（ex.Flight Academy ex.TEDDY）
- 奥村大爆発 - ドラムス（ex. ARCHAIC RAG STORE）
- 田辺 弘明 - ドラムス　Gt.田辺由明の実の弟である。

## 略歴
- 2012年
  - 春、洗足学園音楽大学入学直後にはっとりを中心に活動を開始。
  - 6月16日、同大学の学内イベントで初ライブを行い、この日を正式な結成日とした（この時点で長谷川大喜は未加入。キーボードは学内の先輩がサポート）。以後、神奈川県川崎市高津区にある武蔵溝ノ口駅周辺の路上や横浜、東京のライブハウスを中心にライブ活動をスタートさせる。
- 2015年
  - 1月21日、初の全国流通盤『アルデンテ』リリース。
  - 4月8日、下北沢Shelterにて初の自主企画「マカロックツアーVol.1～鳴らし廻り～」開催。
  - 12月2日、2ndミニアルバム『エイチビー』発売。
- 2016年
  - 3月24日、自主企画「マカロックツアーVol.2～走り書き篇～」開催。
- 2017年
  - 2月8日～4月27日、全国ツアー「マカロックツアーVol.3～芯トンガっていたい篇～」開催。
  - 2月15日、レーベルをTALTOに移し、3rdミニアルバム『s.i.n』リリース。
  - 8月2日、1stシングル『夏恋センセイション』発売。
  - 9月14日～24日、東名阪ツアー「マカロックツアーVol.4～夏恋、君に宣誓篇～」開催。
  - 9月24日、サティ脱退。
  - 12月6日、初のフルアルバム『CHOSYOKU』リリース。
- 2018年
  - 3月30日～4月19日、全国ツアー「マカロックツアーVol.5～朝食抜いたら超SHOCK篇～」開催。
  - 8月16日、はっとりの手違いで公式Twitterアカウントが一時凍結される。
  - 8月23日～31日、東名阪ツアー「マカロックおかわりツアー～しめのデザート篇～」開催。
  - 10月3日、2ndシングル『レモンパイ』発売。
  - 10月26日～12月7日、全国ツアー「マカロックツアーVol.6～甘すぎた青春の忘レモン篇～」開催。
- 2019年
  - 2月13日、4thミニアルバム『LiKE』リリース。
  - 3月30日～5月12日、全国ワンマンツアー「マカロックツアーVol.7～ライクからラヴへ、恋の直球ド真ん中ストライク初全国ワンマン篇～」開催。
  - 9月11日、5thミニアルバム『season』リリース。オリコン週間ランキングで初登場5位を記録し、初のTop10入りを果たした。
  - 10月25日～翌年1月12日、全国ツアー「マカロックツアーvol.8 オールシーズン年中無休でステイ・ウィズ・ユー篇～」開催。
- 2020年
  - 4月1日、2ndアルバム『hope』リリース。
  - 8月29日、a-nation online 2020Purple Stageに出演。
  - 9月3日、無観客配信ライブ「マカロックONLINEワンマン～豊洲から愛を込めて～」（東京・チームスマイル・豊洲PIT）の中で、11月4日発売のCD『愛を知らずに魔法は使えない』がトイズファクトリーからリリースされることを発表（メジャーデビュー）[6]。
  - 11月4日、6thミニアルバム『愛を知らずに魔法は使えない』リリース。
- 2021年　
  - 4月21日、7thミニアルバム『はしりがき』リリース。
  - 7月20日、オフィシャルファンサイト「OKKAKE」の有料会員サービスを開始。
  - 12月30日、『第63回日本レコード大賞』最優秀新人賞を受賞[7]。
- 2022年
  - 1月12日、メジャー1stフルアルバム『ハッピーエンドへの期待は』をリリース[8]。
  - 6月22日、8thミニアルバム『たましいの居場所』をリリース。
  - 12月30日、「なんでもないよ、」が『第64回日本レコード大賞』優秀作品賞を受賞[9]。

## ディスコグラフィ

### シングル

#### 配信限定シングル
| 配信日         | タイトル     | 規格                   | Billboard Hot 100 | 収録CD                     |
| -------------- | ------------ | ---------------------- | ----------------- | -------------------------- |
| 2019年3月6日   | 青春と一瞬   | デジタル・ダウンロード | -                 | season                     |
| 2019年8月7日   | Supernova    | デジタル・ダウンロード | -                 | hope                       |
| 2019年11月21日 | 遠心         | デジタル・ダウンロード | -                 | hope                       |
| 2020年2月7日   | 恋人ごっこ   | デジタル・ダウンロード | 52位              | hope                       |
| 2020年7月24日  | 溶けない     | デジタル・ダウンロード | -                 | 愛を知らずに魔法は使えない |
| 2020年9月21日  | 生きるをする | デジタル・ダウンロード | -                 | 愛を知らずに魔法は使えない |
| 2020年10月17日 | mother       | デジタル・ダウンロード | 65位              | 愛を知らずに魔法は使えない |

| 配信日        | タイトル                                       | 規格                   | Billboard Hot 100 | 収録CD |
| ------------- | ---------------------------------------------- | ---------------------- | ----------------- | ------ |
| 2020年6月26日 | hope - From THE FIRST TAKE                     | デジタル・ダウンロード | -                 | 未収録 |
| 2020年6月26日 | 青春と一瞬(Strings ver.) - From THE FIRST TAKE | デジタル・ダウンロード | -                 | 未収録 |

| 配信日         | タイトル              | 規格                   | Billboard Hot 100 | 収録CD                   |
| -------------- | --------------------- | ---------------------- | ----------------- | ------------------------ |
| 2021年2月12日  | メレンゲ              | デジタル・ダウンロード | -                 | はしりがき               |
| 2021年5月28日  | 八月の陽炎            | デジタル・ダウンロード | 72位              | ハッピーエンドへの期待は |
| 2021年10月12日 | トマソン              | デジタル・ダウンロード | -                 | ハッピーエンドへの期待は |
| 2021年11月3日  | なんでもないよ、      | デジタル・ダウンロード | 4位               | ハッピーエンドへの期待は |
| 2022年4月15日  | 星が泳ぐ              | デジタル・ダウンロード | 53位              | たましいの居場所         |
| 2022年10月9日  | あこがれ（2022 再録） | デジタル・ダウンロード | -                 |                          |
| 2023年1月14日  | リンジュー・ラヴ      | デジタル・ダウンロード | 13位              | 大人の涙                 |
| 2023年4月22日  | 愛の波                | デジタル・ダウンロード | 72位              | 大人の涙                 |
| 2024年3月8日   | 月へ行こう            | デジタル・ダウンロード | 59位              | ぼくの涙なら空に埋めよう |
| 2024年4月10日  | 忘レナ唄              | デジタル・ダウンロード | 63位              | ぼくの涙なら空に埋めよう |

### EP
|     | 発売日        | タイトル                      | 規格   | 規格品番                                | オリコン |
| --- | ------------- | ----------------------------- | ------ | --------------------------------------- | -------- |
| 1st | 2023年3月8日  | wheel of life                 | CD+DVD | TFCC-89756～89757（初回生産限定盤）     | 18位     |
| 1st | 2023年3月8日  | wheel of life                 | CD     | TFCC-89758（通常盤）                    | 18位     |
| 2nd | 2024年5月29日 | ぼくの涙なら空に埋めよう      | CD+BD  | TFCC-89774～89775（初回限定盤）         | TBA      |
| 2nd | 2024年5月29日 | ぼくの涙なら空に埋めよう      | CD     | TFCC-89776（初回限定 忘却バッテリー盤） | TBA      |
| 2nd | 2024年5月29日 | ぼくの涙なら空に埋めよう      | CD     | TFCC-89777（通常盤）                    | TBA      |
| 3rd | 2025年3月12日 | いま抱きしめる 足りないだけを | CD+BD  | TFCC-89793〜89794（初回生産限定盤）     | 11位     |
| 3rd | 2025年3月12日 | いま抱きしめる 足りないだけを | CD     | TFCC-89795（アオのハコ盤）              | 11位     |
| 3rd | 2025年3月12日 | いま抱きしめる 足りないだけを | CD     | TFCC-89796（通常盤）                    | 11位     |

### アルバム

#### ミニアルバム
|     | 発売日        | タイトル                   | 規格   | 規格品番                  | オリコン |
| --- | ------------- | -------------------------- | ------ | ------------------------- | -------- |
| 1st | 2020年11月4日 | 愛を知らずに魔法は使えない | CD+DVD | TFCC-86727（初回限定盤A） | 6位      |
| 1st | 2020年11月4日 | 愛を知らずに魔法は使えない | CD     | TFCC-86728（通常盤）      | 6位      |

#### フルアルバム
|     | 発売日        | タイトル                 | 規格       | 規格品番                            | オリコン |
| --- | ------------- | ------------------------ | ---------- | ----------------------------------- | -------- |
| 1st | 2022年1月12日 | ハッピーエンドへの期待は | CD+Blu-ray | TFCC-86795〜86796（初回限定盤A）    | 8位      |
| 1st | 2022年1月12日 | ハッピーエンドへの期待は | CD+DVD     | TFCC-86797〜86798（初回限定盤B）    | 8位      |
| 1st | 2022年1月12日 | ハッピーエンドへの期待は | CD         | TFCC-86799（通常盤）                | 8位      |
| 2nd | 2023年8月30日 | 大人の涙                 | CD+Blu-ray | TFCC-81040〜81041（初回生産限定盤） | 14位     |
| 2nd | 2023年8月30日 | 大人の涙                 | CD+DVD     | TFCC-81040〜81041（初回生産限定盤） | 14位     |
| 2nd | 2023年8月30日 | 大人の涙                 | CD         | TFCC-81042（通常盤）                | 14位     |

### 映像作品
|     | 発売日        | タイトル          | 規格 | 規格品番                       | オリコン |
| --- | ------------- | ----------------- | ---- | ------------------------------ | -------- |
| 1st | 2022年9月28日 | MACAROCK'N LIVE-1 | 2DVD | TFBQ-18254/5（初回生産限定盤） | 10位     |
| 1st | 2022年9月28日 | MACAROCK'N LIVE-1 | DVD  | TFBQ-18256（通常盤）           | 10位     |
| 1st | 2022年9月28日 | MACAROCK'N LIVE-1 | BD   | TFXQ-78216（初回生産限定盤）   | 10位     |
| 1st | 2022年9月28日 | MACAROCK'N LIVE-1 | BD   | TFXQ-78218（通常盤）           | 10位     |

### 参加作品
| 発売日         | タイトル                          | 収録曲 | 備考                           |
| -------------- | --------------------------------- | ------ | ------------------------------ |
| 2023年11月29日 | OFF THE WALL -ELLEGARDEN TRIBUTE- | 高架線 | ELLEGARDENトリビュートアルバム |

### ミュージックビデオ
| 監督       | 作品                                                       |
| ---------- | ---------------------------------------------------------- |
| 川崎龍弥   | 「鳴らせ」「サウンドオブサイレン」「ワンドリンク別」(Live) |
| Ray        | 「愛の手」                                                 |
| 田村啓介   | 「洗濯機と君とラヂオ」                                     |
| 加藤マニ   | 「夏恋センセイション」                                     |
| 大久保拓朗 | 「ミスター・ブルースカイ」                                 |
| 枝優花     | 「レモンパイ」                                             |
| 井樫彩     | 「ブルーベリー・ナイツ」「恋人ごっこ」                     |
| 坂本渉太   | 「STAY with ME」                                           |
| 隈本遼平   | 「青春と一瞬」                                             |
| 鹿島昂揮   | 「トリコになれ」                                           |
| 草野翔吾   | 「Supernova」                                              |
| 横田光亮   | 「ヤングアダルト」                                         |
| 斉藤友和   | 「遠心」                                                   |
| 番場 秀一  | 「ボーイズ・ミーツ・ワールド」                             |
| 脇坂侑希   | 「hope」                                                   |
| 新井健介   | 「溶けない」                                               |
|            | 「MUSIC」(Live)「春の嵐」(Live)]                           |
| 中村剛     | 「生きるをする」                                           |
| 杉本大地   | 「mother」                                                 |
| 吉田まほ   | 「ノンシュガー」                                           |
| 大河臣     | 「メレンゲ」                                               |
| 池田一真   | 「裸の旅人」                                               |
| 林響太朗   | 「はしりがき」                                             |
| Tsumugi    | 「カーペット夜想曲」                                       |

## タイアップ一覧
| 起用年 | 曲名                       | タイアップ                                                                    |
| ------ | -------------------------- | ----------------------------------------------------------------------------- |
| 2017年 | 哀しみロック               | BS朝日『テイバン・タイムズ』エンディングテーマ                                |
| 2018年 | ミスター・ブルースカイ     | テレビ東京系『なないろ日和!』1月クールエンディングテーマ                      |
| 2018年 | レモンパイ                 | TBS系『王様のブランチ』10月度エンディングテーマ                               |
| 2019年 | STAY with ME               | テレビ東京『音流～ONRYU～』2月度エンディングテーマ                            |
| 2019年 | 青春と一瞬                 | 日本マクドナルド「500円バリューセット『こんな時間が、ゴチソーだ。』」CMソング |
| 2019年 | ブルーベリー・ナイツ       | 日本テレビ系『バゲット』3月エンディングテーマ                                 |
| 2019年 | Supernova                  | テレビ東京系 ドラマパラビ『びしょ濡れ探偵 水野羽衣』オープニングテーマ        |
| 2020年 | 恋人ごっこ                 | Honda「バイクに乗っちゃう？MUSIC FES.」タイアップソング                       |
| 2020年 | 恋人ごっこ                 | テレビ愛知『a-NN♪』3月度エンディングテーマ                                    |
| 2020年 | ボーイズ・ミーツ・ワールド | リクルート「Follow Your Heart & Music Presented by RECRUIT」WEB CMソング      |
| 2020年 | たしかなことは             | カズマ コンタクトレンズ「CREO」CMソング                                       |
| 2020年 | この度の恥は掻き捨て       | テレビ東京系『モヤモヤさまぁ〜ず2』エンディングテーマ                         |
| 2020年 | 溶けない                   | 江崎グリコ「Glicoセブンティーンアイス」WEBムービー使用曲                      |
| 2020年 | 生きるをする               | テレビアニメ『ドラゴンクエスト ダイの大冒険』オープニングテーマ               |
| 2020年 | mother                     | テレビ東京系アニメ『ドラゴンクエスト ダイの大冒険』エンディングテーマ         |
| 2020年 | 洗濯機と君とラヂオ         | テレビ東京系 ドラマ24『あのコの夢を見たんです。』1話オープニングテーマ        |
| 2020年 | ヤングアダルト             | テレビ東京系 ドラマ24『あのコの夢を見たんです。』2話オープニングテーマ        |
| 2020年 | 青春と一瞬                 | テレビ東京系 ドラマ24『あのコの夢を見たんです。』3話オープニングテーマ        |
| 2020年 | レモンパイ                 | テレビ東京系 ドラマ24『あのコの夢を見たんです。』4話オープニングテーマ        |
| 2020年 | Supernova                  | テレビ東京系 ドラマ24『あのコの夢を見たんです。』5話オープニングテーマ        |
| 2020年 | ノンシュガー               | テレビ東京系 ドラマ24『あのコの夢を見たんです。』オープニングテーマ           |
| 2020年 | 恋人ごっこ                 | Spotify CMソング                                                              |
| 2021年 | はしりがき                 | 映画『クレヨンしんちゃん 謎メキ!花の天カス学園』主題歌                        |
| 2021年 | listen to the radio        | JFL presents FOR THE NEXT テーマソング                                        |
| 2021年 | メレンゲ                   | JR SKISKI 2020-2021 キャンペーンテーマソング                                  |
| 2021年 | 裸の旅人                   | Coleman WEB CM「灯そう」テーマソング                                          |
| 2021年 | 好きだった（はずだった）   | TBS系『王様のブランチ』テーマソング                                           |
| 2021年 | 八月の陽炎                 | 大正製薬「コパトーン」CMソング                                                |
| 2021年 | トマソン                   | ブルボン「濃厚チョコブラウニー」CMソング                                      |
| 2021年 | ハッピーエンドへの期待は   | 映画『明け方の若者たち』主題歌                                                |
| 2022年 | ワルツのレター             | TBS系『news23』エンディングテーマ                                             |
| 2022年 | 星が泳ぐ                   | テレビアニメ『サマータイムレンダ』第1クールオープニングテーマ                 |
| 2022年 | たましいの居場所           | 日産自動車「サクラ」CMソング                                                  |
| 2023年 | リンジュー・ラヴ           | TBS系 金曜ドラマ『100万回 言えばよかった』主題歌                              |
| 2023年 | PRAY.                      | 『第95回センバツ』（第95回記念選抜高等学校野球大会）MBS公式テーマソング       |
| 2023年 | ペパーミント               | 日本テレビ系『DayDay.』テーマソング                                           |
| 2023年 | ネクタリン                 | NHK Eテレ『天才てれびくん』テーマソング                                       |
| 2023年 | 愛の波                     | テレビ朝日系 金曜ナイトドラマ『波よ聞いてくれ』主題歌                         |
| 2023年 | だれもわるくない           | 「MAPPA STAGE 2023」オープニング映像                                          |
| 2024年 | 月へ行こう                 | 映画『FLY!/フライ!』日本版主題歌                                              |
| 2024年 | 忘レナ唄                   | テレビ東京系アニメ『忘却バッテリー』エンディングテーマ                        |
| 2024年 | poole                      | 日本コカ・コーラ「紅茶花伝」CMソング                                          |
| 2025年 | 然らば                     | TBS系アニメ『アオのハコ』第2クールオープニングテーマ                          |
| 2025年 | NOW LOADING                | 映画『山田くんとLv999の恋をする』主題歌                                       |

## ヘビーローテーション/パワープレイ

### テレビ
| 起用年 | 曲名                 | ヘビーローテーション/パワープレイ                           |
| ------ | -------------------- | ----------------------------------------------------------- |
| 2017年 | 洗濯機と君とラヂオ   | 関西テレビ『音エモン』2月度マンスリープッシュ「音エ〜モン」 |
| 2018年 | レモンパイ           | スペースシャワーTV ミドルローテーション「it!」              |
| 2019年 | ブルーベリー・ナイツ | スペースシャワーTV ミドルローテーション「it!」              |
| 2019年 | ヤングアダルト       | スペースシャワーTV 2019年9月度POWER PUSH!                   |
| 2019年 | ヤングアダルト       | MUSIC ON! TV 2019年9月度M-ON! Reccomend                     |
| 2019年 | ヤングアダルト       | カラオケDAM 9月度D-PUSH!アーティスト                        |
| 2020年 | 生きるをする         | 熊本県民テレビ『Next Jack』11月度Next Jack                  |
| 2020年 | 生きるをする         | 長崎国際テレビ『AIR』11月度Catch Up!                        |

## 出演

### テレビアニメ
- クレヨンしんちゃん（2021年4月24日、テレビ朝日） - 本人 役[29]

### テレビ
- 突然ですが占ってもいいですか?（2022年9月5日、フジテレビ）[30]
- ラヴィット!（2023年3月10日、TBSテレビ）
- DayDay.（2023年8月30日、日本テレビ）

### ラジオ
- MUSIC FREAKS（2020年10月 - 、隔週日曜日22:00 - 24:00、FM802） - レギュラー出演ははっとりのみ。
- THE KINGS PLACE（2019年4月-2020年12月、毎週火曜日25時 - 26時、J-WAVE） -  2020年3月までははっとりのみのレギュラーだったが、2020年4月よりメンバーが2人ずつ交代で担当。不定期で全員での放送もあり。
- アーティスト・プロデュース・スーパー・エディション（2022年7月、JFNC）